# Кузьмино (Ярський район)
Ку́зьмино (рос. Кузьмино) — присілок у складі Ярського району Удмуртії, Росія.

## Населення
Населення — 111 осіб (2010, 159 у 2002).
Національний склад станом на 2002 рік:
- удмурти — 91 %